# Rülpsen
Rülpsen (auch Bäuerchen (machen), bölken, Rülps, Rülpser, medizinisch Efflation oder Ructus, Eruktation bzw.  eruktieren) ist das geräuschvolle Aufstoßen von Luft aus dem oberen Verdauungstrakt (hauptsächlich aus Speiseröhre und Magen) durch den Mund. Angelehnt an die typischen Geräusche sind die verschiedenen lautmalerischen Bezeichnungen.

## Physiologie
Rülpsen wird oft durch zu schnelles Trinken oder Essen verursacht, wobei oft Luft mit verschluckt wird (Aerophagie). Ebenso kann der Vorgang auch durch absichtliches Verschlucken von Luft in Gang gesetzt werden. Rülpsen kann außerdem beim Trinken von kohlensäurehaltigen Getränken (Mineralwasser, Bier, Sekt, Limonade etc.) oder nach der Einnahme von Speisenatron z. B. als Mittel gegen Sodbrennen folgen. In diesen Fällen ist das aufgestoßene Gas Kohlendioxid.

## Pathologie
Gelegentliches physiologisches Aufstoßen bedarf in der Regel keiner Therapie. Übermäßiges oder persistentes Rülpsen kann jedoch als Begleitsymptom u. a. von Aerophagie, gastroösophagealem Reflux oder Gastritis auftreten.
Retrograde cricopharyngeus dysfunction (R-CPD) wurde 2019 von Bastian und Smithson beschrieben. Der cricopharyngeale Muskel (unterer Schlundschnürer; Teil der Rachenmuskulatur) ist dabei nicht in der Lage zu entspannen. Somit besteht eine retrograde Funktionsstörung, die das Aufstoßen nicht ermöglicht (Unfähigkeit zu Rülpsen) und zu erheblichen Symptomen und Einschränkungen führt. Eine Behandlung mittels Botoxinjektion hat eine hohe Erfolgsquote, wird allerdings weltweit nur von wenigen Ärzten durchgeführt.

## Soziale Bedeutung und Etikette
In der westlichen Welt wird (vor allem das hörbare) Rülpsen als unhöflich empfunden. Es ist allerdings nicht gleichermaßen verpönt wie das Furzen. Willentlich ist es durchaus möglich, geräuschlos aufzustoßen. Manche Menschen halten sich insbesondere bei Tisch währenddessen die Hand wie beim Gähnen vor den Mund. Früher waren die Gewohnheiten anders, es war sogar angebracht, zu rülpsen, um Leibbeschwerden vorzubeugen, und Ritter verzichteten nicht darauf. Martin Luther wird der Spruch „Was rülpset und furzet ihr nicht, hat es euch nicht geschmacket?“ fälschlicherweise zugeschrieben. Da Rülpsen in der westlichen Welt weithin als vulgär und unkultiviert gilt, wird es nicht selten demonstrativ eingesetzt, um zu provozieren und Grenzüberschreitungen gegenüber herrschenden Normen zu zelebrieren, so unter Jugendlichen.
In China, anders als etwa im benachbarten Japan, ist Rülpsen nicht verpönt und wird beim Essen und Trinken ebenso wie Schlürfen und Schmatzen als natürliche Geräuschkulisse wahrgenommen. Rülpsen ist jedoch keineswegs ein Zeichen besonderen Wohlgefallens. Es gibt also keinen Grund, sich durch übermäßiges, intendiertes Rülpsen hervorzutun.
Es gibt einen Fetisch namens Eruktophilie, der häufiger bei Männern auftritt. Bei diesem Fetisch ist die Hauptquelle der sexuellen Erregung für Männer der Geruch und das Geräusch von rülpsenden Mädchen oder Frauen:

## Rülpsen bei Säuglingen
Im Verdauungstrakt von Säuglingen sammelt sich häufig während der saugenden Nahrungsaufnahme von Muttermilch oder anderer flüssiger Säuglingsnahrung eine Menge an Luft. Dies kann unangenehm für das Kind sein, bis es „ein Bäuerchen macht“, also rülpst. Dazu kann das Baby in eine dem Gasausstoß zuträgliche Position gebracht werden, indem es etwa im Fliegergriff in Bauchlage gehalten oder über die Schulter des Tragenden gelegt und dabei sanft getätschelt oder im unteren Rückenbereich massiert wird (wodurch gleichzeitig sanfter Druck im Bauchbereich ausgeübt werden kann). Geschluckte Luft kann im Verdauungssystem voluminösen stabilen Schaum bilden, Entschäumungsmittel (beispielsweise Simeticon auf Basis von Polydimethylsiloxan) bewirken die Auflösung dieser Schäume zu größeren Gasblasen, die leichter und schneller ihren Weg durch den Darm finden.
Da Rülpsen bei Kleinkindern Erbrechen verursachen kann, wird oft eine Stoffwindel, ein Handtuch oder ein altes Kleidungsstück (häufig als Spucktuch bezeichnet) über die Schulter des Tragenden gelegt. In der englischen Sprache trägt dieses Kleidungsstück den Namen burp cloth, was in etwa mit Rülpstuch übersetzt werden kann.

## Gerülpstes Sprechen
Es ist möglich, durch das absichtliche Herunterdrücken von Luft und anschließendes Heraufstoßen oder -pressen willentlich zu rülpsen. Durch Manipulation des Luftstromes im Hals kann „gerülpstes Sprechen“ entstehen. Diese Methode wird vornehmlich von Kindern in humoristischer Weise verwendet. Es kann aber auch eine alternative Spracherzeugung für Menschen bedeuten, die sich einer Kehlkopfentfernung unterziehen mussten. In diesem Fall ist es die Schleimhaut auf Höhe des oberen Speiseröhrenschließmuskels (Sphinkter), die durch die Luft in Schwingungen versetzt wird. Auf diese Weise ersetzt sie die Stimmbänder (Ersatzstimmritze). Es entsteht ein Ton, der im Mundraum entsprechend zu einem Laut geformt wird. Diese Ersatzstimme, wie sie gelegentlich auch von als Bauchredner auftretenden Künstlern, eingesetzt wurde, ist auch unter dem fachlich nicht ganz korrekten Ausdruck „Ruktussprache“ bekannt und wurde auch als „Magen- oder Rülpssprache“ bezeichnet.

## Maya-Ritual
Bei schamanischen Ritualen der Maya-Tzotzil-Indianer werden durch Rülpsen Dämonen in Opfertiere (Hühner) übertragen. Die Zeremonien finden tagtäglich in der kath. Pfarrkirche San Juan (Johann Baptist) der in Chiapas gelegenen Ortschaft Chamula statt.

## Weltrekorde
Der Weltrekord des lautesten Rülpsens wurde am 29. Juli 2021 vom Australier Neville Sharp in Darwin aufgestellt. Gemessen wurden 112,4 dB(C).

## Bei Tieren
Als Ruktus wird die Abgabe der bei der mikrobiellen Verdauung im Pansen von Wiederkäuern wie Rindern, Schafen, Ziegen entstehenden Gase bezeichnet.
Manche Fische (wie Carangidae) stoßen Gas unter ihren Kiemendeckeln aus. Der „Rülpser“ kommt in diesem Fall vom Gas aus der Schwimmblase. Hunde rülpsen, nachdem sie zu hastig gefressen oder getrunken haben; in Ausnahmefällen können auch Erkrankungen im Magen-Darm-Bereich vorliegen. Andere Tiere wie Pferde oder Ratten sind unfähig zu rülpsen oder zu erbrechen.